# 晓臣 (加利福尼亚州)
晓臣（英語：Hughson），是美国加利福尼亚州斯坦尼斯劳斯县下属的一座城市。建市于1972年12月9日，面积大约为1.82平方英里（4.7平方公里）。根据2010年美国人口普查，该市有人口6,640人。